# Renault Express
Renault Express (укр. Рено Експрес) — сімейство компактних фургонів, що випускаються французькою компанією Renault в період з 1984 по 2000 рік, та з 2021 року.

## Перше покоління (1984-2000)
Автомобіль був побудований на базі Renault 5. Ця модель з'явилася на німецькому ринку під назвою Renault Rapid, і на ринку Великої Британії під назвою Renault Extra. Вантажний відсік автомобіля становить 2,6 м³.
Автомобіль пройшов два основних оновлення в 1991 і 1994 роках.
Всього було виготовлено 1 730 000 автомобілів Renault Express.

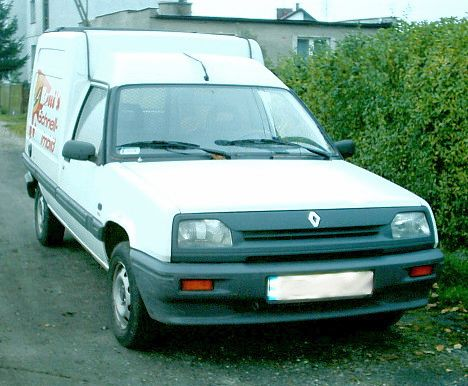
Renault Rapid (1991–1994)
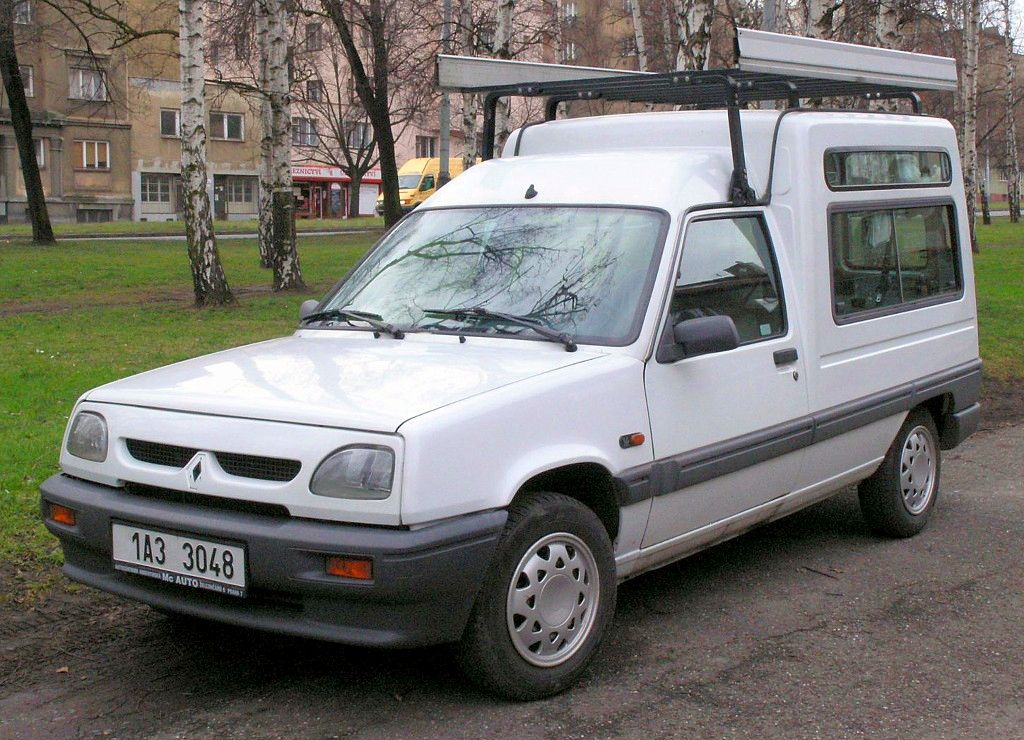
Renault Rapid (1994–2000)
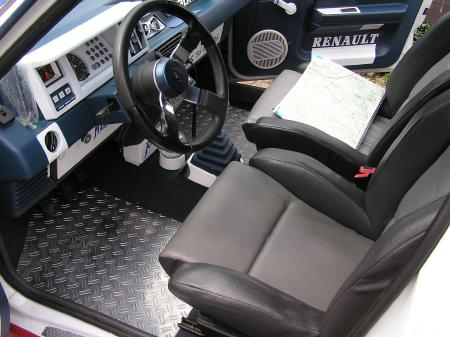

### Двигуни

#### Бензинові
- 956 см³ (30 kW/40 к.с.)
- 1108 см³ (34 kW/45 к.с.)
- 1237 см³ (40 kW/54 к.с.)
- 1397 см³ (43 kW/58 к.с. при 4750 об/хв, 100 Нм при 3000 об/хв) 14.5 с 0-100 км/год, 142 км/год, 8,3 л/100км
- 1397 см³ (59 kW/80 к.с.)

#### Дизельні
- 1595 см³ (40 kW/54 к.с. при 4800 об/хв, 100 Нм при 2250 об/хв) 17.8 с 0-100 км/год, 130 км/год, 6,5 л/100км
- 1870 см³ (47 kW/63 к.с.)
- 1870 см³ (40 kW/54 к.с.)

## Друге покоління (з 2021)

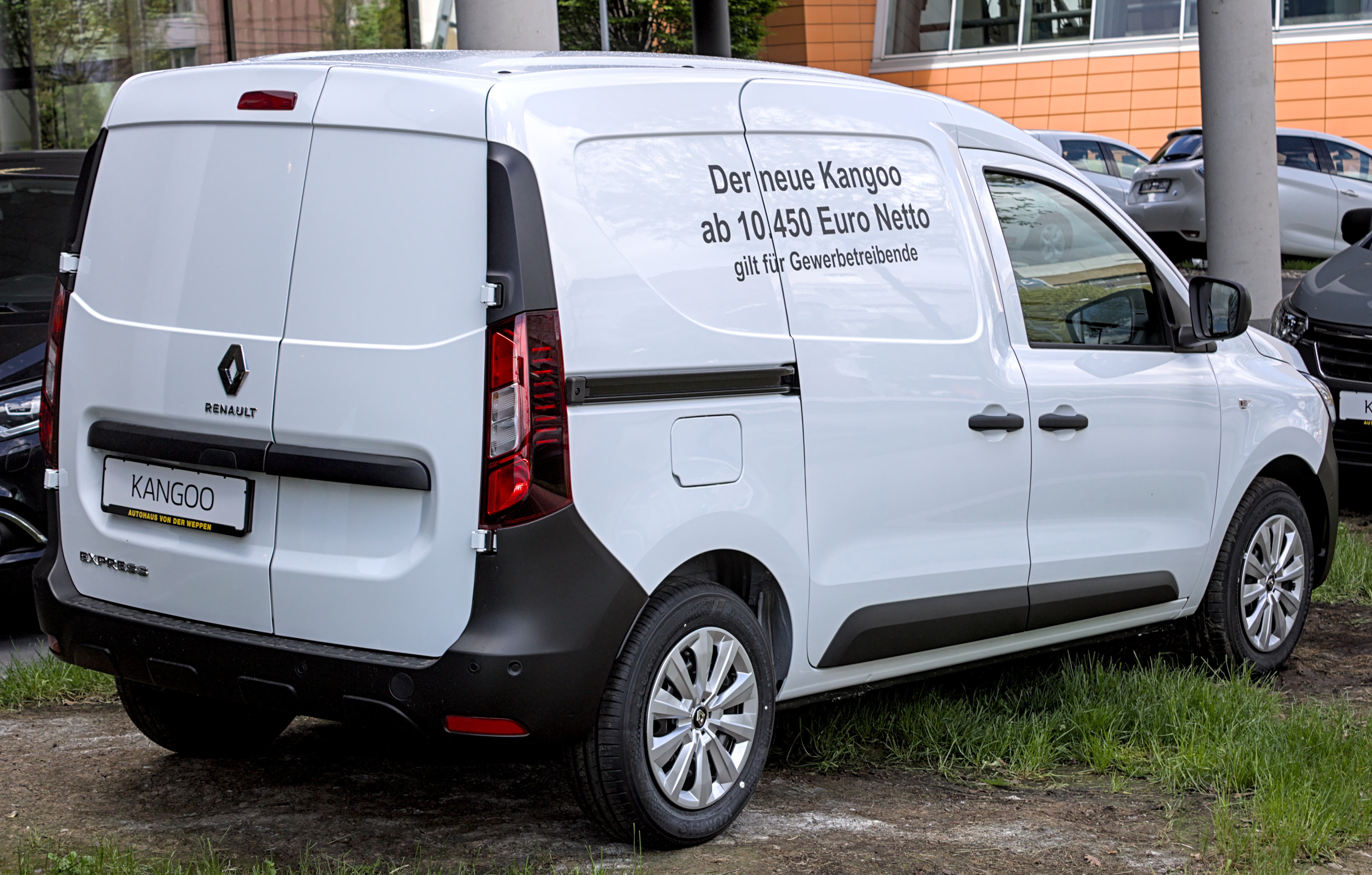

В листопаді 2020 року дебютував Renault Express другого покоління. Автомобіль, створений на платформі Dacia M0, є глибокою модернізацією Dacia Dokker.
Він доступний у вантажній версії з багажним відсіком об’ємом від 3,3 до 3,7 м3 і в пасажирській з п’ятимісним салоном.
У спартанських версіях встановлений радіоприймач Connect R & Go з двома динаміками, підтримкою Bluetooth, USB-роз'ємом і кріпленням для смартфона, яким можна замінити медіацентр. Також можна замовити камеру заднього виду з зображенням в салонному дзеркалі. У дорогих виконаннях є мультимедійна система Easy Link з восьмидюймовим тачскріном і підтримкою Apple CarPlay і Android Auto, навігацією, повноцінної камерою заднього виду і бездротовою зарядкою для телефонів.
Паралельно з новим Експрес, продається дорожчий автомобіль Renault Kangoo, створений на платформі CMF/C-D.
У липні 2024 року Express Van припинили продавати в Європі через впровадження нових стандартів безпеки.

### Двигуни
- 1.3 TCe 100 H5H DOHC 16v Turbo І4	100 к.с.
- 1.3 TCe 130 H5H DOHC 16v Turbo І4	130 к.с.
- 1.6 TCe 110 І4	110 к.с. 156 Нм
- 1.5 Blue dCi 75 K9K 612 І4 75 к.с.
- 1.5 Blue dCi 95 K9K 612 І4 95 к.с. 220 Нм